# Afridiella pectinicauda
Afridiella pectinicauda is een vlokreeftensoort uit de familie van de Bogidiellidae. De wetenschappelijke naam van de soort is voor het eerst geldig gepubliceerd in 1982 door Ruffo.